# Близнея
Близнея — река в России, протекает в Холмском районе Новгородской области.

## География и гидрология
Исток реки находится в Рдейском болоте. Течёт сначала на юго-восток, затем на юг. Около урочища Змеиная грядка протекает по болоту на территории Рдейского заповедника, русло в болоте местами пропадает. Устье реки находится в 3,6 км по левому берегу реки Мазуровка. Длина реки составляет 11 км).
Населённых пунктов по берегам реки нет.

## Данные водного реестра
По данным государственного водного реестра России относится к Балтийскому бассейновому округу, водохозяйственный участок реки — Ловать и Пола, речной подбассейн реки — Волхов. Относится к речному бассейну реки Нева (включая бассейны рек Онежского и Ладожского озера).
Код объекта в государственном водном реестре — 01040200312102000023193.